# レアンドロ・ベラスケス
レアンドロ・セバスティアン・ベラスケス（Leandro Sebastián Velázquez，1989年5月10日 - ）は、アルゼンチン・ブエノスアイレス出身のサッカー選手。マレーシア・スーパーリーグ・ジョホール・ダルル・タクジムFC所属。ポジションはMF。

## 経歴

### クラブ
19歳でベレス・サルスフィエルドでリーグデビュー。
2009-10シーズンにはニューウェルズ・オールドボーイズにレンタル移籍をした。

### ジョホール・ダルル・タクジム
2015年、マレーシア・スーパーリーグ・ジョホール・ダルル・タクジムFCに移籍をした。AFCカップ2015の決勝ではFCイスティクロルとの対戦で決勝ゴールを挙げチームの優勝に貢献した。
2016年1月17日、ジョホール・ダルル・タクジムFCを退団し、デポルティーボ・パストへ移籍した。2019年2月21日、ジョホール・ダルル・タクジムFCに復帰をした。

### 代表
2009年1月、ベネズエラで開催された2009 南米ユース選手権に参加するU-20アルゼンチン代表に選出された。しかし、チームは2009 FIFA U-20ワールドカップの出場権を獲得することができなかった。

## タイトル

### クラブ
ベレス・サルスフィエルド
- プリメーラ・ディビシオン: 2009クラウスーラ

ジョホール・ダルル・タクジム
- マレーシア・スーパーリーグ: 2019, 2020, 2021
- マレーシアカップ: 2019
- スルタン・ハジ・アフメド・シャー・カップ: 2020, 2021, 2022
- AFCカップ: 2015